# Иодид самария(III)
Иодид самария(III) — неорганическое соединение,
соль самария и иодистоводородной кислоты 
с формулой SmI3,
оранжево-жёлтые кристаллы,
разлагается в воде.

## Получение
- Реакция металлического самария и иода:

{\displaystyle {\mathsf {2Sm+3I_{2}\ {\xrightarrow {}}\ 2SmI_{3}}}}

## Физические свойства
Иодид самария(III) образует оранжево-жёлтые кристаллы.
Разлагается в воде (гидролиз).

## Химические свойства
- При нагревании с металлическим самарием образует дииодид самария:

{\displaystyle {\mathsf {2SmI_{3}+Sm\ {\xrightarrow {T}}\ 3SmI_{2}}}}
- Восстанавливается водородом до дииодида самария

{\displaystyle {\mathsf {2SmI_{3}+3H_{2}\ {\xrightarrow {T}}\ 2SmI_{2}+2HI}}}